# Martin J. Chávez

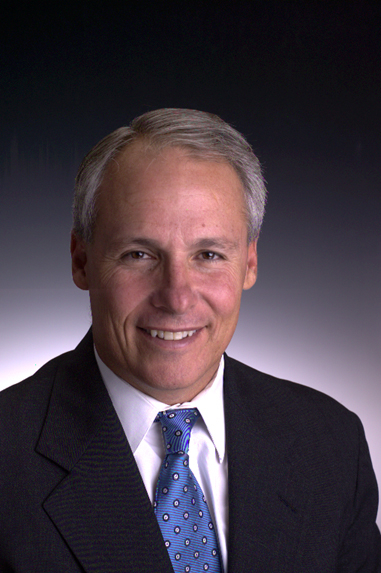
Martin J. Chávez

Martin J. „Marty“ Chávez (* 2. März 1952 in Albuquerque, New Mexico) ist ein US-amerikanischer Politiker. Er war von 1993 bis 1997 sowie von 2001 bis 2009 Bürgermeister von Albuquerque.
Chávez studierte an der University of New Mexico und bekam dort seinen Bachelor. Seinen Juris Doctor erhielt er an der Georgetown University in Washington. 1989 bis 1993 war er Senator im Senat von New Mexico. Danach übte Chávez von 1993 bis 1997 erstmals das Amt des Bürgermeisters von Albuquerque aus. Als Bürgermeister sorgte er für eine Senkung der Kriminalitätsrate und kämpfte für den Erhalt der Kirtland Air Force Base. Nach Ende seiner Amtszeit trat er 1998 als demokratischer Kandidat bei den Gouverneurswahlen an, unterlag jedoch seinem republikanischen Konkurrenten Gary E. Johnson um 10 %. 2001 wurde Chávez erneut Bürgermeister von Albuquerque, wobei er seinen Nachfolger Jim Baca besiegte; er wurde 2005 im Amt bestätigt.
Im Jahr 2009 bewarb sich Chávez um eine vierte Amtszeit; mit Richard Romero trat jedoch noch ein weiterer demokratischer Kandidat an. Dies hatte zur Folge, dass beide das Wählerpotenzial ihrer Partei unter sich aufteilten: Chávez kam auf 35 Prozent, Romero auf 21 Prozent. So konnte der Republikaner Richard J. Berry mit 44 Prozent der Stimmen den Sieg davontragen und Chávez als Bürgermeister ablösen.
Seit März 2010 ist Chávez Geschäftsführer der ICLEI Local Governments for Sustainability USA, einer Non-Profit-Organisation, in der sich mehrere US-Städte zusammengefunden haben, um auf das Problem der globalen Erwärmung aufmerksam zu machen.